# Syndroom van Hunter
Het syndroom van Hunter of mucopolysacharidose type II is een zeldzame erfelijke genetische aandoening te wijten aan een tekort aan of een verminderde activiteit van het enzym iduronaat-2-sulfatase (I2S). Het is genoemd naar Charles A. Hunter (1873-1955), die het in 1917 voor het eerst beschreef.

## Beschrijving
Het syndroom van Hunter treft bijna uitsluitend mannen. De oorzaak van de ziekte is een gendefect op het X-chromosoom. Hierdoor maakt het lichaam te weinig aan van het enzym iduronaat-2-sulfatase. Dit enzym is noodzakelijk voor het afbreken van complexe suikers (mucopolysachariden of glycosaminoglycanen) die in het lichaam worden geproduceerd. Als het enzym iduronaat-2-sulfatase ontbreekt of niet goed werkt, stapelen deze suikers zich op in de cellen, wat leidt tot cellulaire stuwing, organomegalie (vergroting van de lever of de milt), weefselvernietiging en disfunctie van het orgaansysteem. Deze symptomen kunnen zich uiterlijk onder meer manifesteren onder de vorm van grove gelaatstrekken, kleine lichaamslengte (dwerggroei), of een opgeblazen abdomen. Andere symptomen zijn hartklachten en doofheid. Zonder behandeling worden deze symptomen mettertijd erger en kunnen ze een dodelijke afloop hebben.
De symptomen van de ziekte uiten zich meestal tussen 2 en 4 jaar. Diagnose kan gebeuren door het meten van de glycosaminoglycanen in de urine. Een definitieve diagnose gebeurt door de activiteit van I2S te meten in witte bloedcellen of fibroblasten.
De ziekte komt zelden voor, naar schatting bij 1 op 111.000 tot 1 op 132.000 pasgeborenen.

## Behandeling
Er is geen genezing voor MPS II bekend; de behandeling is gericht op het verminderen van de symptomen. Beenmergtransplantatie kan in bepaalde gevallen worden toegepast.
In 2006 werd het eerste geneesmiddel voor de behandeling van MPS II goedgekeurd: idursulfase (merknaam Elaprase), ontwikkeld door het Amerikaanse bedrijf Shire Human Genetic Therapies. Idursulfase is een gezuiverde vorm van het enzym iduronaat-2-sulfatase, dat door middel van recombinant DNA-technologie is bekomen en via intraveneuze infusie aan het lichaam wordt toegevoegd.